# Génie la folle
Génie la folle est un roman d'Inès Cagnati publié le 23 avril 1976 aux éditions Denoël et ayant reçu le prix des Deux Magots l'année suivante.

## Éditions
- Génie la folle, éditions Denoël, 1976  (ISBN 2207222578).
- Génie la folle, éditions Gallimard, collection L'imaginaire, 2024.